# Rowland Heights (Kalifornija)
Rowland Heights je naseljeno područje za statističke svrhe u američkoj saveznoj državi Kalifornija. Prema popisu stanovništva iz 2010. u njemu je živjelo 48.993 stanovnika.